# Anton Schlüter (Unternehmer)
Anton Schlüter (* 13. Juni 1867 in Thülen; † 2. März 1949) war ein deutscher Unternehmer und Gründer des Traktorenherstellers Anton Schlüter München und Kommerzienrat.

## Leben
Anton Schlüter wurde als Sohn von Johann Schlüter und Theresia, geb. Gerwig, auf dem elterlichen Gut namens Keffelke in Thülen (Sauerland) geboren und hatte vier Geschwister. Er absolvierte eine Lehre als Mechaniker, Bau- und Kunstschlosser. Nach der Lehre begab sich Anton Schlüter auf die Walz, welche ihn letztlich in die Stadt Freising führte. Hier lernte er seine spätere Frau Susanne Schlüter, geb. Samer, kennen. Gemeinsam bekamen sie 1888 ein erstes Kind Anton Schlüter jun.

## Karriere
Im Jahre 1899 gründete Anton Schlüter das Unternehmen „Anton Schlüter München“ in einem Hinterhof und begann mit der Reparatur von verschiedenen Maschinen sowie mit der selbständigen Konstruktion und dem Bau von Benzin- und Vielstoffmotoren. Nach einem Jahr beschäftigte er bereits zwölf Mitarbeiter und übernahm die Vertretung eines sächsischen Motorenherstellers, welchen er kurz darauf übernehmen konnte. 1911 zog das Werk nach Freising um, wo er die Maschinenfabrik Otto Schülein und eine Eisengießerei erwerben konnte. Am Südrand der Stadt fand er eine 10 ha große Fläche, auf der er seine eigene, neue Produktionsstätte (heute Schlütergut)bauen konnte. Zur Zeit des Ersten Weltkriegs besaß er bereits 3 Produktionsstätten mit 600 Mitarbeitern. Während des Zweiten Weltkrieges musste die Firma auf Rüstungsprodukte umstellen und die Landtechnik stand hintan. Den wirtschaftlichen Aufschwung nach Beendigung des Krieges konnte Anton nicht mehr miterleben, er starb im März 1949 und sein Sohn Anton (II) übernahm die Geschäfte. Als dieser acht Jahre nach seinem Vater 1957 starb, ging die Geschäftsleitung an den Enkel Anton (III, 1915–1999) über.

## Nazizeit
1937 trat Schlüter der NSDAP bei. In einem ersten Entnazifizierungsprozess wurde er als Mitläufer freigesprochen. Der zuständige Berufungsrichter widersprach dieser Auffassung, da es Beweise darüber gab, dass im Werk Fremdarbeiter geschlagen und der GeStaPo übergeben worden waren. In einem Schreiben des Betriebsrates Schlüters von 1947 hieß es

„Anklage des Betriebsrats gegen Herrn Kommerzienrat Anton Schlüter" als "keinen Nationalsozialisten im Sinne der Parteizugehörigkeit". Der Betriebsrat kommt zu dem Schluss, "dass nicht das nationalsozialistische Gedankengut, sondern nur das Geldverdienen die Triebfeder war.“

Es wird vermutet, dass Schlüter aus „sozialem Druck“ der Partei beigetreten sei. Das propagandistische Hetzblatt Der Stürmer hatte ihn sogar als „Freisinger Judenknecht“ tituliert, da Schlüter immer noch einen Verwandten Otto Schüleins, dessen Firma er 1911 übernommen hatte, namens Max Schülein, beschäftigte. Auf Druck der Partei entließ er Schülein im September 1938, pflegte aber weiterhin privaten Kontakt mit ihm. Schülein wurde später im Konzentrationslager Piaski ermordet. Während des Krieges führte er die Firma alleine, da sein Sohn in der Wehrmacht als Panzeraufklärer tätig war. Anton II war ebenfalls Mitglied der NSDAP, verhalf jedoch mit hohen finanziellen Mitteln einer jüdischen Familie zur Flucht. Guido Hoyer, Landesgeschäftsführer der Vereinigung der Verfolgten des Naziregimes, Bund der Antifaschistinnen und Antifaschisten (VVN-BdA) fand bei seinen Recherchen zu Schlüter widersprüchliche Angaben zu seinem Verhalten gegenüber den Zwangsarbeitern. Auf der einen Seite ließ er eine orthodoxe Kapelle für die Zwangsarbeiter errichten, auf der anderen Seite sollen im Besonderen russische Arbeiter Schikanen ausgesetzt gewesen sein. Schlüter ließ immer wieder verlauten, dass er für alles was in seiner Firma geschehen würde allein die Verantwortung übernehme. Bevor das Berufungsverfahren eingeleitet werden konnte, verstarb er jedoch.

## Ehrungen
- In seiner Geburtsstadt wurde eine Straße ihm zu Ehren benannt.[3]